# Себіш (Бістріца-Несеуд)
Себіш (рум. Sebiș) — село у повіті Бистриця-Несеуд в Румунії. Входить до складу комуни Шієуц.
Село розташоване на відстані 305 км на північ від Бухареста, 21 км на південний схід від Бистриці, 88 км на схід від Клуж-Напоки.

## Населення
За даними перепису населення 2002 року у селі проживала 901 особа. Усі жителі села рідною мовою назвали румунську.
Національний склад населення села:
| Національність | Кількість осіб | Відсоток |
| -------------- | -------------- | -------- |
| румуни         | 894            | 99,2%    |
| цигани         | 7              | 0,8%     |